# Сент-Мор
Сент-Мор (фр. Sainte-Maure) — коммуна во Франции, находится в регионе Шампань — Арденны. Департамент — Об. Входит в состав кантона Труа-2. Округ коммуны — Труа.
Код INSEE коммуны — 10352.
Коммуна расположена приблизительно в 140 км к юго-востоку от Парижа, в 75 км южнее Шалон-ан-Шампани, в 6 км к северу от Труа.

## Население
Население коммуны на 2008 год составляло 1421 человек.
| 1962 | 1968 | 1975 | 1982 | 1990 | 1999 | 2008 |
| ---- | ---- | ---- | ---- | ---- | ---- | ---- |
| 665  | 706  | 1003 | 1178 | 1218 | 1211 | 1421 |

## Экономика
В 2007 году среди 1021 человека в трудоспособном возрасте (15—64 лет) 649 были экономически активными, 372 — неактивными (показатель активности — 63,6 %, в 1999 году было 73,4 %). Из 649 активных работали 608 человек (331 мужчина и 277 женщин), безработных было 41 (15 мужчин и 26 женщин). Среди 372 неактивных 196 человек были учениками или студентами, 100 — пенсионерами, 76 были неактивными по другим причинам.

## Достопримечательности
- Церковь Сент-Мор (XVI век). Памятник истории с 1931 года[3]
- Замок Вермуаз (XVI век). Памятник истории с 1977 года[4]
- Замок Сент-Мор

## Фотогалерея

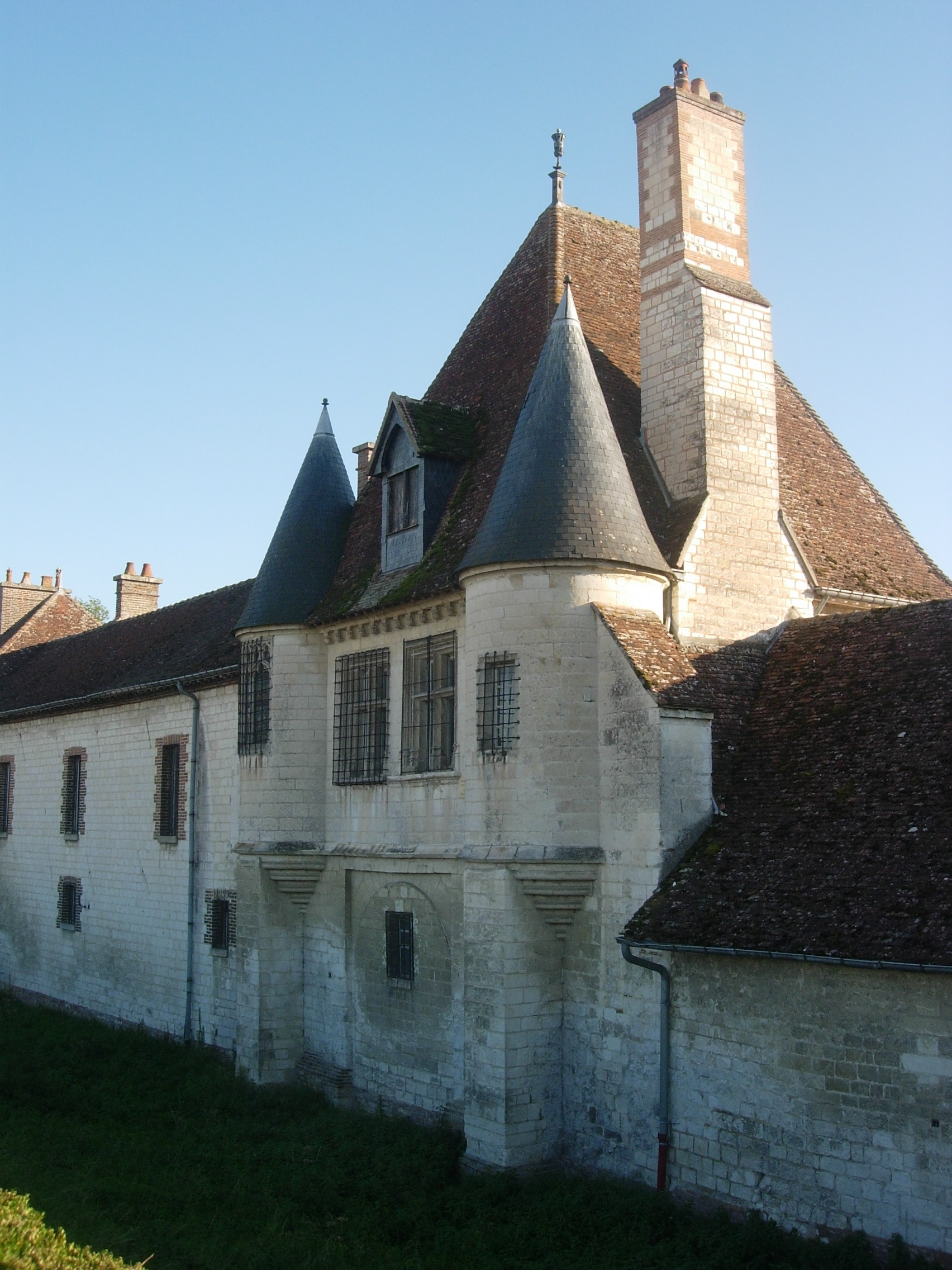
Замок Вермуаз
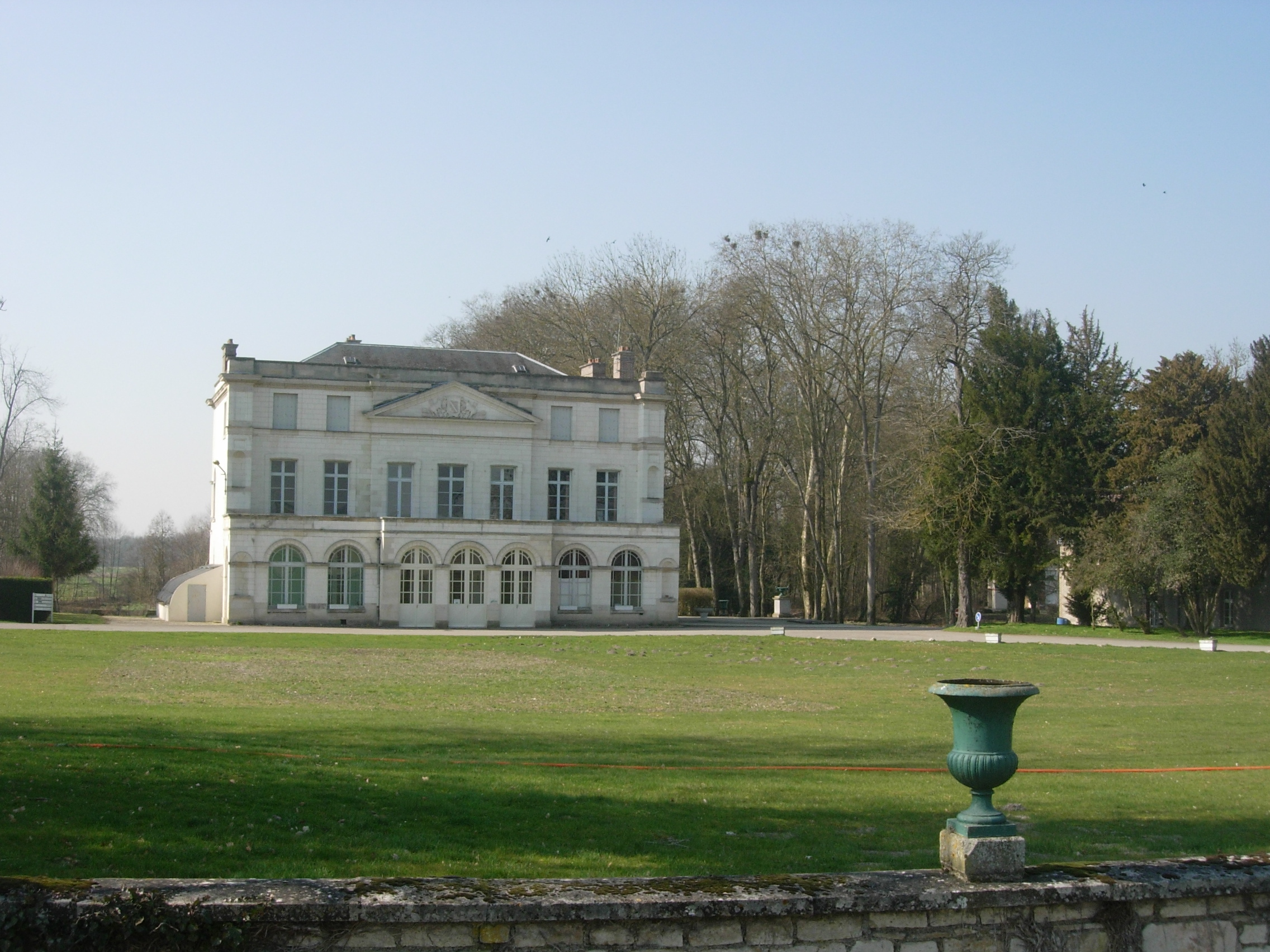
Замок Сент-Мор
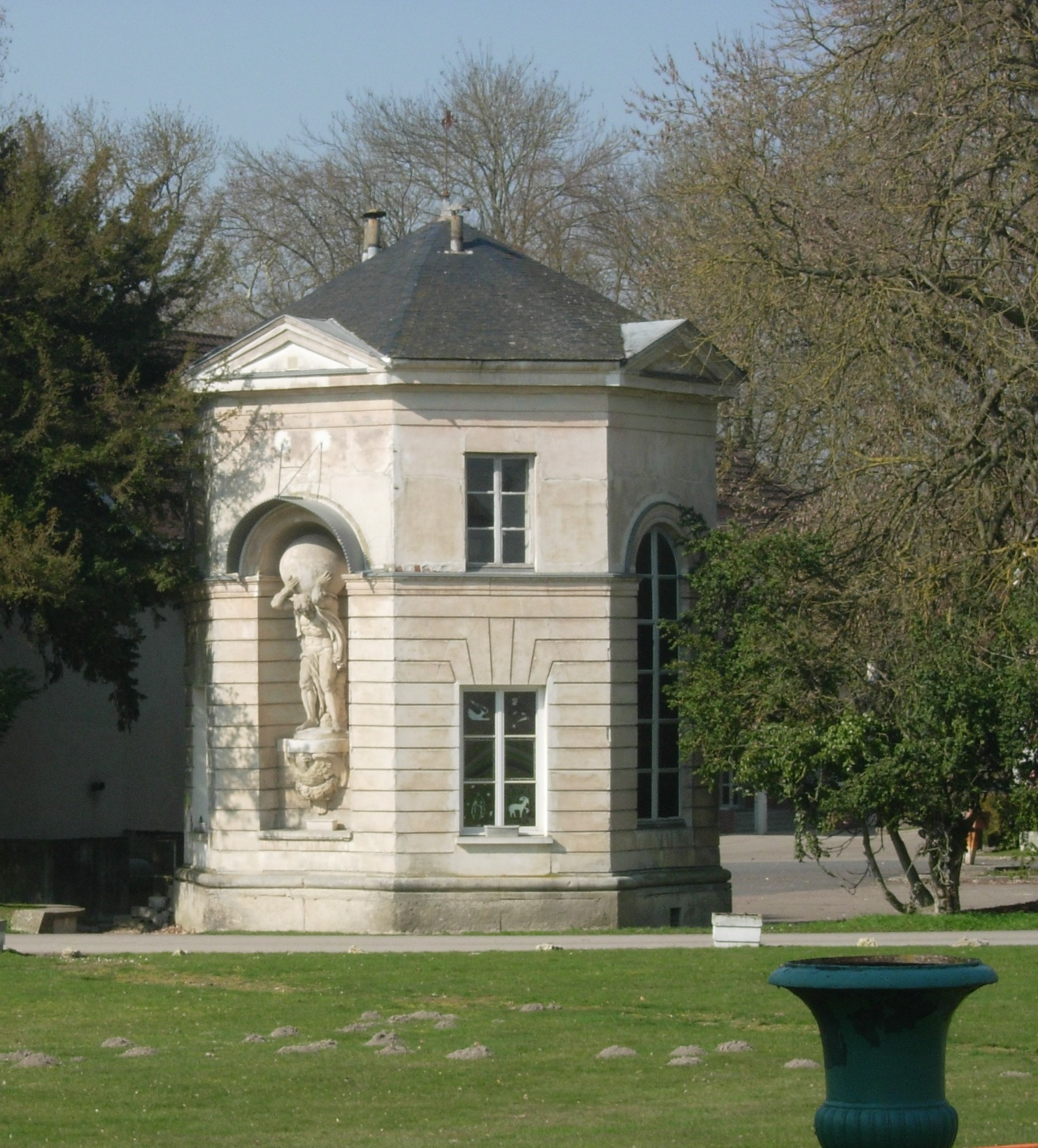
Замок Сент-Мор
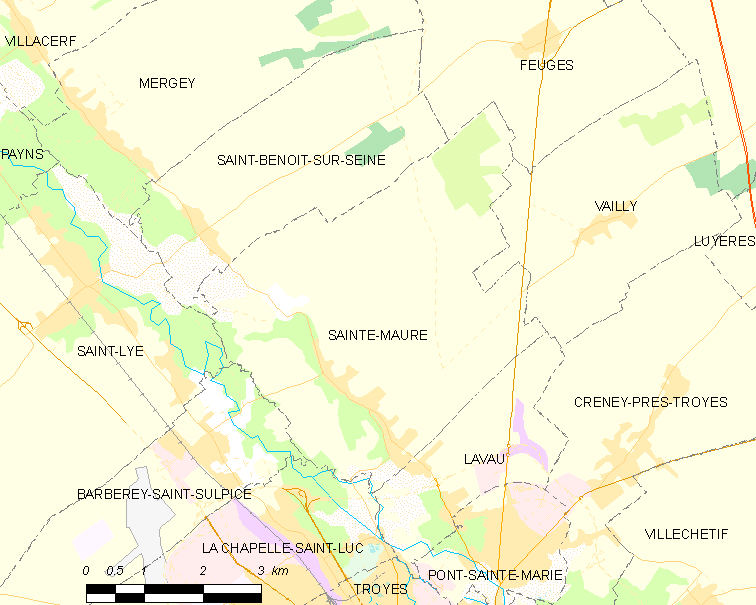
Карта коммуны